# Johan Hove
Johan Hove (Sogndal, 7 september 2000) is een Noorse voetballer. Hij begon zijn carrière in zijn geboorteplaats bij Sogndal Fotball. In januari 2023 nam FC Groningen hem over van Strømsgodset IF.

## Carrière
Sogndal Fotball
Hove doorliep de jeugdopleiding bij de club in zijn geboorteplaats. Op 8 mei 2016 maakte hij zijn debuut voor het eerste elftal in de wedstrijd tegen Aalesunds FK. Hij was daarmee de eerste speler geboren na 1 januari 2000 die in de Eliteserien uitkwam. 
FC Groningen
Groningen trok Hove aan in januari 2023 in een poging met een aantal nieuwe spelers de dreigende degradatie af te wenden. Hove zelf koos voor Groningen op advies van Jørgen Strand Larsen die hij kende uit de Noorse jeugdselecties.Hove maakte zijn debuut in de Derby van het Noorden in Heerenveen. Zijn eerste doelpunt voor Groningen maakte hij op 29 januari 2023 in de uitwedstrijd tegen FC Volendam. In zijn eerste halfjaar degradeerde Hove uit de Eredivisie. Hij bleef de club trouw en promoveerde direct terug naar de Eredivisie. Op de laatste speelronde dwong hij in de laatste speelronde promotie naar de Eredivisie af door in een rechtstreeks duel met nummer twee Roda JC met 2-0 te winnen. De openingstreffer kwam van de voet van Hove.

## Clubstatistieken
| Seizoen | Club            | Competitie     | Competitie | Competitie | Beker | Beker | Overig | Overig | Totaal | Totaal |
| Seizoen | Club            | Competitie     | Wed.       | Dlp.       | Wed.  | Dlp.  | Wed.   | Dlp.   | Wed.   | Dlp.   |
| ------- | --------------- | -------------- | ---------- | ---------- | ----- | ----- | ------ | ------ | ------ | ------ |
| 2016    | Sogndal Fotball | Eliteserien    | 3          | 0          | 0     | 0     | –      | –      | 3      | 0      |
| 2017    | Sogndal Fotball | Eliteserien    | 11         | 0          | 2     | 0     | 1      | 0      | 14     | 0      |
| 2018    | Sogndal Fotball | Eliteserien    | 11         | 0          | 1     | 0     | –      | –      | 12     | 0      |
| 2018    | Strømsgodset IF | Eliteserien    | 5          | 0          | 0     | 0     | –      | –      | 5      | 0      |
| 2019    | Strømsgodset IF | Eliteserien    | 23         | 2          | 2     | 0     | –      | –      | 25     | 2      |
| 2020    | Strømsgodset IF | Eliteserien    | 30         | 10         | 0     | 0     | –      | –      | 30     | 10     |
| 2021    | Strømsgodset IF | Eliteserien    | 29         | 6          | 5     | 1     | –      | –      | 34     | 7      |
| 2022    | Strømsgodset IF | Eliteserien    | 30         | 11         | 0     | 0     | –      | –      | 30     | 11     |
| 2022/23 | FC Groningen    | Eredivisie     | 18         | 2          | 0     | 0     | –      | –      | 18     | 2      |
| 2023/24 | FC Groningen    | Eerste divisie | 34         | 5          | 4     | 0     | –      | –      | 38     | 5      |
| Totaal  | Totaal          | Totaal         | 194        | 36         | 14    | 1     | 1      | 0      | 209    | 37     |

Bijgewerkt t/m 10 mei 2024. 

## Interlandcarrière
Hove doorliep alle Noorse Jeugdteams. Op 10 september 2019 maakte Hove zijn debuut voor het Jong Noorwegen in een wedstrijd tegen het Jong Hongarije.